# La volpe e la bambina
La volpe e la bambina (Le Renard et l'enfant) è un film del 2007 diretto da Luc Jacquet.
La pellicola è uscita in Italia il 21 marzo 2008, il DVD è disponibile dal 19 novembre 2008. La prima visione televisiva è avvenuta su Rai 3 sabato 26 febbraio 2011 raccogliendo 1551000 telespettatori.

## Trama
In autunno, su una montagna, una bambina dai capelli rossi incontra nel bosco una volpe selvatica che spaventata, scappa via. La bambina torna sul posto a cercarla, ma si fa male al piede. D'inverno, rinchiusa in casa, la bambina pensa alla sua volpe disegnandola, leggendo il libro sulle volpi che le hanno regalato i genitori, informandosi sempre di più al riguardo. Nel frattempo, il compagno della volpe morirà, a causa della stagione di caccia, avvelenato. A primavera, la bambina la troverà e scoprirà i suoi cuccioli. Dopo lunghi tentativi, disturbati da porcospini affamati, le due si rincontrano e diventano amiche. La bambina chiama la volpe "Titou". Un giorno, inseguendo la volpe sotto la pioggia, la bambina finisce in una grotta. Sarà salvata dai genitori dopo aver passato la notte buia su un albero. Le amiche si lasciano andare a giochi  nella natura, finché la bambina non mostra alla volpe la sua casa. 
Lì si lascerà sopraffare dalla sua selvaticità. Infatti, rinchiusa nella cameretta della bambina, la volpe ringhia, si ribella e corre, finché con un salto rompe il vetro della finestra e cade sul terreno. Ferita gravemente, sarà riportata tra i suoi piccoli dalla bambina. Lentamente l'animale si riprende. Anni dopo, la bambina, diventata adulta e madre, racconta al figlio quell'amicizia, nella stessa cameretta d'un tempo.

## Produzione
Le riprese sono state fatte tra Plateau de Retord (Ain, Francia) e l'Abruzzo.
La pellicola è narrata nella versione italiana da Ambra Angiolini.

## Promozione
In Italia, il film è stato soggetto di un'iniziativa da un lato pubblicitaria (sponsorizzata da un'azienda alimentare biologica) e dall'altro etica, volta a valorizzare il legame tra l'uomo e la natura.